# Gheorghe Hapciuc
Gheorghe Hapciuc (* 1910 in Bukarest; † 1972) war ein rumänischer Radrennfahrer.

## Sportliche Laufbahn
Hapciuc war 1935 und 1936 Berufsfahrer. Er gehörte zu den ersten rumänischen Radrennfahrern, die an der Tour de France teilnahmen.
Hapciuc startete 1936 mit seinen Landsleuten Virgil Mormocea, Nicolae Țapu und Constantin Tudose in der Tour de France. Er schied auf der 3. Etappe aus.
Die nationale Meisterschaft im Straßenrennen 1935 beendete er beim Sieg von Constantin Tudose als Vierter.